# Romaleon
Romaleon es un género de cangrejos marinos que antiguamente formaban parte del género Cancer.

## Especies
Este género, según su circunscripción actual, contiene siete especies:
- Romaleon antennarium Stimpson, 1856
- Romaleon branneri Rathbun, 1926
- Romaleon gibbosulum De Haan, 1833
- Romaleon jordani Rathbun, 1900
- Romaleon luzonense Sakai 1983
- Romaleon nadaense Sakai, 1969
- Romaleon setosum Molina, 1782

## Origen
Las especies más antiguas del género Romaleon datan del Mioceno medio, son Romaleon sereki, encontrado en California, junto a Romaleon sakamotoi y Romaleon sanbonsugii, encontrados en Japón. El género parece haberse originado en el océano Pacífico norte, desde donde se expandió.